# Naturalizm (sztuka)
Naturalizm (fr. naturalisme) – metoda w literaturze i sztuce zmierzająca do wiernego, niemal fotograficznego naśladownictwa natury, mająca na celu ukazanie jej w pierwszej fazie rozwoju. Powstała we Francji w drugiej połowie XIX wieku. Głównym założeniem naturalizmu było wierne naśladowanie rzeczywistości oparte na dokładnej obserwacji bez zbędnej oceny, komentarza, selekcji i interpretacji. Często uwypuklano ciemne strony życia, wybierano przeciętny i brzydki temat lub model. Działalność artystyczna została ograniczona do biernego odtwarzania zjawisk.